# Forehand

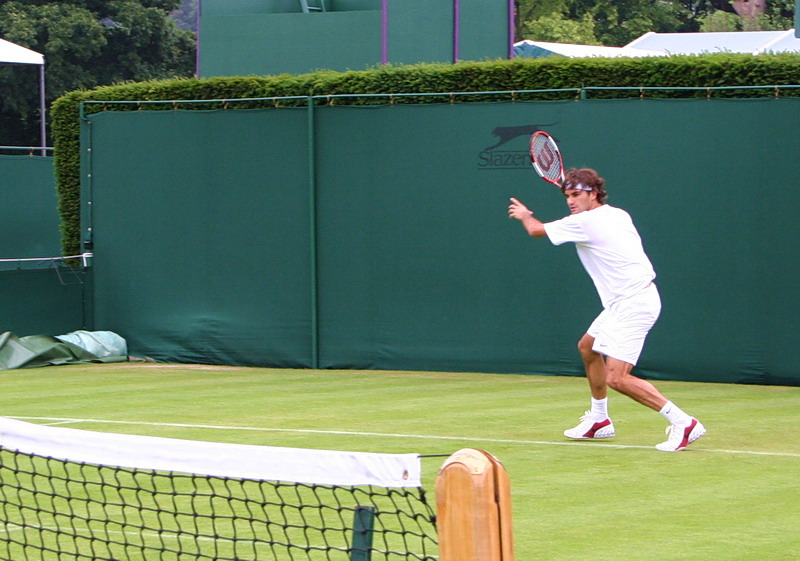
Roger Federer preparando um forehand.

O Forehand (ˈfɔːhænd), ou direita, no ténis (português europeu) ou tênis (português brasileiro), é um golpe executado movimentando a raquete com a palma da mão virada para frente. O conta(c)to com a bola é feito do lado direito, para destros, e esquerdo, para canhotos. As bolas podem ser batidas com topspin ou slice, e com uma variedade de grips (punhos). Gael Monfils fez história ao alcançar a velocidade de forehand de 190 km/h no ATP Paris Rolex Masters em 2021.

## Grips
Os grips utilizados nas forehands mudaram muito com o passar do tempo. Os mais importantes são semi-Western, continental, Western e Eastern. Há também o não muito popular Hawaiian. Durante a década de 1920, Bill Johnston foi considerado por muitos como tendo a melhor forehand de todos os tempos, usando um grip Western. Poucos jogadores utilizaram o Western depois de 1920, mas, no final do século XX, acompanhando mudanças radicais na técnica e no equipamento do tênis, a forehand de Western voltou  e é agora utilizada por muitos dos jogadores  contemporâneos.
Independentemente do grip utilizado, a maioria das forehands são executadas com apenas uma das mãos segurando a raquete. Há, no entanto, alguns poucos excelentes jogadores que executam forehands de duas mãos. Durante as décadas de 1940 e 1950, Pancho Segura usou a forehand de duas mãos contra jogadores maiores e mais fortes, geralmente com êxito. Hoje, muitas jogadoras e jogadores mais jovens utilizam a  forehand de duas mãos.